# Карабасская поселковая администрация
Карабасская поселковая администрация (каз. Қарабас кенттік әкімдігі) — административная единица в составе Абайского района Карагандинской области Казахстана. Административный центр — поселок Карабас.
Население — 2484 человека (2009; 2682 в 1999, 3214 в 1989).
По состоянию на 1989 год пгт Карабас относился в состав Абайского городского совета.